# 4091 Lowe
4091 Lowe је астероид главног астероидног појаса са средњом удаљеношћу од Сунца која износи 3,180 астрономских јединица (АЈ).
Апсолутна магнитуда астероида је 10,9.